# アルヴィド・エマヌエルソン
アルヴィド・エマヌエルソン（Arvid Emanuelsson、1913年12月25日 - 1980年3月19日）は、スウェーデン・ボロース出身の元同国代表サッカー選手。ポジションはディフェンダー。
スウェーデン代表の選手として35試合に出場して1得点を記録した。また、1936年にはベルリンオリンピックに参加し、日本代表との試合にのみ出場した。

## タイトル

### クラブ
IFエルフスボリ
- アルスヴェンスカン : 3回 (1935-36, 1938-39, 1939-40)